# (652) Jubilatrix
(652) Jubilatrix – planetoida z pasa głównego asteroid okrążająca Słońce w ciągu 4 lat i 31 dni w średniej odległości 2,55 j.a. Została odkryta 4 listopada 1907 roku w Obserwatorium Uniwersyteckim w Wiedniu przez Johanna Palisę. Nazwa planetoidy została nadana w związku z 60 rocznicą proklamowania Franciszka Józefa Cesarzem Austrii. Przed jej nadaniem planetoida nosiła oznaczenie tymczasowe (652) 1907 AU.